# Doug Northway
Doug Northway (Estados Unidos, 28 de abril de 1955) es un nadador estadounidense retirado especializado en pruebas de estilo libre larga distancia, donde consiguió ser medallista de bronce olímpico en 1972 en los 1500 metros.

## Carrera deportiva
En los Juegos Olímpicos de Múnich 1972 ganó la medalla de bronce en los 1500 metros libre, con un tiempo de 16:09.25 segundos, tras el también estadounidense Michael Burton que batió el récord del mundo con 15:52.58 segundos, y el australiano Graham Windeatt (plata).
Y en los Juegos Panamericanos de 1975 celebrados en Ciudad de México ganó el oro en los 400 metros libre.